# Маєр Прінштейн
Маєр Прінштейн (англ. Myer Prinstein; нар. 22 грудня 1878 — пом. 10 березня 1925) — американський легкоатлет польсько-єврейського походження, який спеціалізувався в спринті, стрибках у довжину та потрійному стрибку.

## Із життєпису
Дворазовий олімпійський чемпіон з потрійного стрибку (1900, 1904).
Олімпійський чемпіон зі стрибків у довжину (1904). Срібний олімпійський призер зі стрибків у довжину (1900).
На Іграх-1904 також був фіналістом у бігу на 60 та 400 метрів (в обох дисциплінах — 5-е місце) та взяв участь у бігу на 100 метрів, де не пройшов далі попереднього забігу.
5-разовий чемпіон США зі стрибків у довжину (1898, 1902, 1904, 1906). Срібний призер чемпіонатів США зі стрибків у довжину (1903).
По завершенні спортивної кар'єри займався юридичною практикою.

## Визнання
- Член Міжнародної єврейської спортивної зали слави (1982)
- Член Зали слави легкої атлетики США (2000)